# Trachyderastes monteithi
Trachyderastes monteithi es una especie de coleóptero de la familia Ulodidae.

## Distribución geográfica
Habita en Nueva Caledonia.